# السنافر 2
السنافر 2 (بالإنجليزية: The Smurfs 2)‏ هو فيلم سينمائي أُصدر في الولايات المتحدة الأمريكية سنة 2013.
قصه ملخصه للفلم:انهم صغار يسمونهم بالسنافر وهناك شرشبيل الشرير يحاول اصطيادهم لياكلهم ومعه هلهول القط الشرير وفي يوم من الأيام صنع فتاة اسمها سنفورة وجعلها تخدع السنافر لكن بابا سنفور عالجها وجعلها طيبة القلب ومتسامحه ولكن شرشبيل لم يياس بعد فصنع سنفوران شريران آخرين ليخدعا السنافر وقد جعلو سنفورة تصبح شريرة من جديد كي يسيطرو على باريس ويسرقو برجها لكن السنافر أيضا لن يياسو لكي يدافعو عن نفسهم وقريتهم.يتبع.

## القصة
تدور أحداث الفيلم حول قيام فريق السنافر بمساعدة اصدقائهم من البشر بمحاولة إنقاذ “سنفورة” التي تم اختطافها من قبل شرشبيل بعد أن اخبرته عن الوصفة السحرية التي يمكن أن تحول وحش النوتيس إلى سنفور حقيقي وللاسف ينجح شرشبيل في الوصفة السحرية ويحول وحش النوتيس إلى سنفور حقيقي شرشايل ويخلق هاكس وفيكسي، وزوجين من الشر شريرين تشبه المخلوقات يسمى النوتيس، لتسخير جوهرة السنفور السحرية. عندما يكتشف أنه ليس هناك سوى السنفور الحقيقي يمكن أن تقدم له ما يريد، وأن سنفورة فقط يمكن أن تتحول إلى وحش النوتيس إلى سنفور حقيقي، شرشبيل يختطف سنفورة ويأخذها إلى باريس، فرنسا حيث النوتيس يعلمانها لتصبح واحدة منهم. هناك، مع مساعدة من جوهر السنفور، شرشبيل تأمل في استخدام برج ايفل كهوائي توليد الطاقة للعودة أخيرا إلى منزل، والأمر متروك لبابا سنفور، مفكر، مغرور، غبي، وغضبان للعودة إلى العالم البشري وطلب المساعدة من باتريك وغريس ينسلو وابنهما، الأزرق.